# 莫檄
莫檄（Mạc Hịch，？—1514年），《莫氏世譜》又作莫挺賦（Mạc Đĩnh Phú），是越南莫朝開國皇帝莫登庸之父親。
1527年，莫登庸建立莫朝之後，追尊父親庙号昭祖，諡號光烈基命皇帝。

## 家族
- 妻：皇太后鄧氏孝（鄧椿之女）
- 子：莫太祖莫登庸
- 子：信王莫（言厥）
- 子：慈王莫篤信